# Enzo Zidane
Enzo Zidane (ur. 24 marca 1995 w Bordeaux) – francuski piłkarz, występujący na pozycji pomocnika. Posiada również hiszpańskie obywatelstwo. Jest on synem Zinédine′a Zidane′a.

## Kariera klubowa
Początkowo występował jako Enzo Fernández. Juniorską karierę rozpoczynał w Juventusie, a następnie występował w drużynach Liceo Francés i CD San José. W 2004 roku został juniorem Realu Madryt. W 2014 roku został wcielony do drużyny C. 16 listopada tegoż roku zadebiutował w Realu Madryt Castilla w wygranym 2:1 spotkaniu z UB Conquense w ramach Segunda División B. W sierpniu 2015 roku został mianowany wicekapitanem drużyny. 22 sierpnia zdobył pierwszą bramkę dla klubu, w wygranym 5:1 ligowym spotkaniu z CD Ebro. W sezonie 2015/2016 jego klub wygrał ligę, przegrywając w barażach o awans do Segunda División z UCAM Murcia CF. 30 listopada 2016 roku zadebiutował w pierwszej drużynie w wygranym 6:1 meczu z Cultural y Deportiva Leonesa w ramach Pucharu Króla, w którym zdobył ponadto bramkę.
29 czerwca 2017 roku Zidane podpisał trzyletni kontrakt z Deportivo Alavés. W barwach tego klubu zadebiutował w Primera División, kiedy to 26 sierpnia zmienił Wakaso Mubaraka w przegranym 0:2 spotkaniu z FC Barcelona. W barwach Deportivo Alavés rozegrał łącznie dwa mecze w lidze. 31 grudnia po rozwiązaniu kontraktu z Alavés podpisał trzyletnią umowę z FC Lausanne-Sport; był to pierwszy zakup tego klubu po przejęciu go przez przedsiębiorstwo Ineos. W lidze zadebiutował 3 lutego w przegranym 1:2 meczu z FC Luzern, a 18 lutego zdobył pierwszą bramkę w Super League, co miało miejsce podczas przegranego 1:3 spotkania z FC Sion. Ogółem w rundzie wiosennej sezonu 2017/2018 zdobył dwa gole w 16 spotkaniach.
Po zakończeniu sezonu został wypożyczony na rok do drugoligowego hiszpańskiego klubu – CF Rayo Majadahonda. W jego barwach zadebiutował 19 sierpnia w przegranym 1:2 spotkaniu z Realem Saragossa. W całym sezonie uczestniczył w 33 meczach. Po zakończeniu wypożyczenia został zwolniony przez Lausanne-Sport, po czym przebywał na testach w Vitória SC. 15 lipca 2019 roku podpisał jednak kontrakt z CD Aves. W Primeira Lidze zadebiutował 18 sierpnia w wygranym 3:1 meczu z CS Marítimo. Ogółem w barwach Aves Zidane wystąpił w 10 meczach, w których zdobył dwa gole. W styczniu 2020 roku podpisał kontrakt z Almeríą. W klubie tym rozegrał jednak zaledwie trzy mecze w Segunda División i w październiku opuścił Almeríę.
We wrześniu 2020 roku w mediach pojawiły się informacje, jakoby Zidane miał podpisać kontrakt z Wydadem Casablanca, do czego jednak nigdy nie doszło. 9 czerwca 2021 roku został zawodnikiem Rodez AF, grającego w Ligue 2. W sezonie 2022/2023 występował w CF Fuenlabrada.
We wrześniu 2024 roku zakończył karierę piłkarską.

## Kariera reprezentacyjna
W 2006 roku Zidane uzyskał hiszpańskie obywatelstwo, co uprawniało go do gry zarówno w reprezentacji Francji, jak i Hiszpanii. Ze względu na pochodzenie jego ojca mógł występować również w reprezentacji Algierii. W 2009 roku Zidane wystąpił w jednym meczu reprezentacji Hiszpanii U-15. W 2014 roku został natomiast powołany do reprezentacji Francji U-19, w której rozegrał dwa spotkania.

## Życie prywatne
Jest najstarszym synem Zinédine′a Zidane′a i Véronique Fernández. Imię otrzymał na cześć Enzo Francescolego, który był idolem jego ojca. Jego bracia Luca, Theo i Elyaz również są piłkarzami.

## Statystyki ligowe
| Sezon         | Klub                 | Liga               | Mecze | Gole |
| ------------- | -------------------- | ------------------ | ----- | ---- |
| 2014/2015     | Real Madryt Castilla | Segunda División B | 8     | 0    |
| 2015/2016     | Real Madryt Castilla | Segunda División B | 34    | 2    |
| 2016/2017     | Real Madryt Castilla | Segunda División B | 32    | 5    |
| 2017/2018 (j) | Deportivo Alavés     | Primera División   | 2     | 0    |
| 2017/2018 (w) | FC Lausanne-Sport    | Swiss Super League | 16    | 2    |
| 2018/2019     | CF Rayo Majadahonda  | Segunda División   | 33    | 0    |
| 2019/2020 (j) | CD Aves              | Primeira Liga      | 10    | 2    |
| 2019/2020 (w) | UD Almería           | Segunda División   | 3     | 0    |
| 2021/2022     | Rodez AF             | Ligue 2            | 15    | 0    |
| 2022/2023     | CF Fuenlabrada       | Primera Federación | 28    | 1    |